# ولسوالی وردوج
ولسوالی وردوج یکی از ۲۸ ولسوالی‌ ولایت بدخشان به مرکزیت شهر وردوج در شمال خاوری افغانستان است که ۳۱۰۰۰ نفر جمعیت و ۱،۰۴۰ کیلومتر مربع پهناوری دارد. این ولسوالی در سال ۲۰۰۵ میلادی از ولسوالی بهارک جدا شد و در مسیر خیابان ولسوالی‌های زیباک، اشکاشم، واخان و شغنان موقعیت دارد. این ولسوالی از ولسوالی‌های درجه سوم ولایت بدخشان بوده و ۴۵ روستا در آن قرار دارد. باشندگان وردوج ۹۰٪ تاجیک و ۱۰٪ اوزبیک می‌باشند و به زبان‌های وردوجی، دری، اوزبیکی صحبت می‌کنند.

## اهمیت راهبردی
وردوج نکتهٔ مهم راهبردی برای طالبان، داعش و یا (دولت اسلامی خراسان) و دولت افغانستان دارد. ولسوالی وردوج سرحد بین پاکستان و نزدیک با کوه‌های تاجیکستان است. تاکنون در طی چند سال صدها طالب و داعش و سربازان افغانی درین محل کشته شده‌اند. حدود ۵۰۰۰ از سربازان مسلح داعش با فامیل‌های خود در مناطق مختلف بدخشان، تخار، و کندز جای گرفته‌اند. آن‌ها کوشش دارند تا درون کشورهای آسیای میانه شوند تا بتوانند در آنجا فعالیت‌های مسلحانه و دهشت‌افکنانه نمایند. بدین وسیله محلی که از آنجا حملات را آغاز می‌کنند ولسوالی وردوج بدخشان است.